# Her Reputation (film 1923)
Her Reputation è un film muto del 1923 diretto da John Griffith Wray. La sceneggiatura di Bradley King si basa su  Devil's Own di Talbot Mundy, pubblicato ad Indianapolis in quello stesso anno.

## Trama
Don Andrés Miro, ricco possidente della Louisiana, scoprendo che ha ancora poco da vivere, organizza il suo matrimonio con la giovane Jacqueline Lanier, in modo da poterle lasciare in eredità la sua fortuna. Jack Calhoun, un corteggiatore respinto della ragazza, uccide il piantatore e quindi si suicida.
La storia attira l'attenzione di un ambizioso giornalista, Clinton Kent, che attribuisce la colpa del fatto di cronaca a Jacqueline, presentata come un'adultera il cui tradimento ha provocato la morte di Miro. La giovane fugge via e si unisce a una troupe di danza. Il giornalista la ritrova ma, nel frattempo, Sherwood Mansfield, il figlio dell'editore del giornale, si innamora di Jacqueline e impedisce a Kent di pubblicare la storia.

## Produzione
Il film fu prodotto dalla Thomas H. Ince Corporation.

## Distribuzione
Distribuito dall'Associated First National Pictures, uscì nelle sale cinematografiche statunitensi nel settembre 1923.
Copia della pellicola si trova conservata negli archivi di Washington della Library of Congress.